# 詹妮弗·艾莉
詹妮弗·安妮·依莉（英語：Jennifer Anne Ehle，1969年12月29日—），英美籍舞台劇、電視劇和電影女演员。其最知名的角色是1995年电视短剧《傲慢與偏見》中的伊丽莎白·班内特，使她赢得了英國學術電視獎最佳女主角奖。

## 職業生涯
艾莉于1991年起开始在西区剧院表演，处女作为彼得·豪尔的《伪君子》，并于1995年加入皇家莎士比亞劇團。她凭借在百老汇的演出两次赢得托尼獎，分别是1999年最佳戏剧女主角奖（《The Real Thing》）和2007年的最佳戏剧女配角奖（《The Coast of Utopia》）。
艾莉也在很多电影中出演配角，例如《心太羈》（1997年）、《国王的演讲》（2010年）、《全境擴散》（2011年）、《00:30凌晨密令》（2012年）、《机械战警》（2014年）和《格雷的五十道陰影》，並以《王爾德和他的情人》提名英國電影學院獎最佳女配角獎。艾莉也出现在美國影集《A Gifted Man》中（2011-2012年）。

## 家族背景
詹妮弗·艾莉是英国演员罗斯玛丽·哈里斯和美国作家约翰·艾利的女儿。